# Darío (Santo)
San Darío (muerto en el siglo IV, en Nicea) es un santo y mártir cristiano reconocido por la Iglesia católica, la Iglesia ortodoxa y las Iglesias ortodoxas orientales. Su onomástica se celebra el 19 de diciembre.
Fue martirizado en el siglo IV en Nicea, víctima de las persecuciones de Diocleciano, junto a San Zósimo, San Pablo  y San Segundo.